# Ordem das Falintil
Der Ordem das Falintil (deutsch Orden der FALINTIL) ist ein Orden Osttimors.

## Hintergrund
Der Ordem das Falintil wird postum an die „Märtyrer des nationalen Freiheitskampfes“ gegen die indonesischen Besetzung Osttimors verliehen, die ab dem 1. Januar 1979 verstarben. Kämpfern, die in der Zeit der Widerstandsbasen (1975–1978) ums Leben kamen, wird der Ordem Funu Nain verliehen. Der Ordem das Falintil wurde mit dem präsidialen Dekret 52/2006 eingeführt und wird in drei Graden verliehen.
In seiner Form ist der Orden einem Belak und einem Kaibauk nachempfunden. Auf der Vorderseite trägt sie die Inschrift „Combatente FALINTIL“ (deutsch Kämpfer FALINTIL) und  „Honra e Glória“ (deutsch Ehre und Ruhm). Auf der Rückseite steht die Inschrift „A última bala será a minha vitória“ (deutsch Die letzte Kugel wird mein Sieg sein), die letzten Worte von FALINTIL-Kommandant Nicolau dos Reis Lobato.

## Träger des Ordem das Falintil
Die Liste ist nicht vollständig. In Klammern werden die Kampfnamen genannt.
- Reinaldo Freitas Belo (Kilik Wae Ga’e), Chef des Generalstabs der FALINTIL (EMF)[4]
- José da Costa (Mau Hodu), politischer Berater[4]
- Nino Konis Santana, Ratsvorsitzender[4]
- David Alex (Alex Daitula), Sub-Chef des EMF[4]
- Dinis de Carvalho (Nela Kadomi), Sub-Chef des EMF[4]
- Filipe dos Santos (Sakin Nere), Col. EMF[4]
- Frederico Raimundo da Costa (Bere Malai Laca), Militärberater[4]
- Carlos Cailau da Costa, Militärberater[4]
- Afonso Henriques Monteiro (Kalo Wai), Col. EMF[4]
- José Henriques (Rojas Ko’o Susu), Col. EMF[4]
- Pedro Nunes (Kerilara Sabalae), Politkommissar[4]
- Joaquim (Kakae), Politkommissar[4]
- Júlio Ferreira (Holi Natxa), Politkommissar[4]
- Adelino Freitas (Harin Nere), Politkommissar[4]
- Tibúrcio da Costa Neves (Hidheo), Politkommissar[4]
- Mateus da Costa (Sinarai), politischer Assistent[4]
- Virgílio Freitas (Kali Sa’a), Kommandant der 3. Kompanie der FC[4]
- Venâncio R. A. Ferraz (Ferráz), Regionalkommandant[4]
- Tomás X. Soares (Anukai), Regionalkommandant[4]
- Gil Fernandes, Col. Sektorkommandant[4]
- Armindo da Conceição (Mau Tei), stellvertretender Kommandant der 3. Kompanie der FC[4]
- Venâncio da C. Sávio (Mau Lorasa), stellvertretender Kommandant der Kompanie “B”[4]
- Miguel Pereira (Falu Txai), Kommandant der ersten Einheit[4]
- Armando Nolasco (Koroasu), stellvertretender Kommandant der Kompanie “A”[4]
- Roberto das Neves (Txai Bada), stellvertretender Kommandant der Kompanie “B” der 1ª[4]
- Carlos Cabral (Selalu Mau), Kommandant der Kompanie “A” der 3ª[4]
- Cleto José da Costa (Sub Salak), stellvertretender Kommandant der Kompanie “B”[4]
- Júlio Piedade Marçal (Maus Mit), stellvertretender Kommandant der Kompanie[4]
- Dinis Da Conceição (Mau Hanek), stellvertretender Kommandant der Kompanie “B”[4]
- Cipriano Ribeiro Martins (Rodak), stellvertretender Kommandant der ersten Einheit[4]
- Fortunato da Conceição (Bian Lau), Kommandant der dritten Einheit[4]
- Francisco Freitas (Tai Na’a), Kommandant der Kompanie ”B” der 2ª[4]
- Duarte dos Santos (Mau Asu), stellvertretender Kommandant der Kompanie Sector[4]
- Manuel Crisanto (Biker), Detachementkommandant[4]
- Tadeu Freitas (Lai Kana), Kommandant KC 2[4]
- Rosito Ximenes Belo, stellvertretender Kommandant der Kompanie “B”[4]
- Domingos Pereira (Robo Roi), Kommandant der Kompanie “B” da 4ª[4]
- António Jerónimo Pinto (Kalohan), Kommandant der Kompanie[4]
- Miguel dos Santos (Kuba), Kommandant der unabhängigen Kompanie[4]
- Elias Freitas (Makikit) stellvertretender Kommandant der Kompanie[4]
- Jacob da Silva (Dadia), stellvertretender Kommandant der Kompanie ”B” der 2ª[4]
- Matias Ribeiro Belo (Bill Silu Besi), stellvertretender Kommandant der Kompanie “B”[4]
- Armindo Lobo (Besi Lau), Kommandant der Kompanie[4]
- Lucas João (Terus Toman), Kommandant der Kompanie[4]
- Nuno Ramos-Horta (Mau Koli), Kommandant der Kompanie[4]
- Marcelo Ximenes, Kommandant der Kompanie[4]
- Samuel da Costa (Samean), Kommandant der Kompanie[4]
- Simplicio Sarmento (Mau Tali), Kommandant der Kompanie[4]
- Zeca Sequeira, stellvertretender Kommandant der Kompanie[4]
- António Luís da Costa, Kommandant der Kompanie[4]
- Hermenegildo A. Jesus, stellvertretender Kommandant[4]
- Francisco da Silva Pereira, stellvertretender Kommandantder Kompanie[4]
- Crespin Dias Sarmento (Sakunar), Kommandantder Kompanie[4]
- António Ressurreição Costa (Maraut), stellvertretender Kommandantder Kompanie[4]
- Bento Teles (Niki), Kommandantder Kompanie ”B” der 1ª[4]
- Domingos Martins Noronha, Kommandant der Kompanie[4]
- Arnaldo Pereira, Kommandantder Kompanie[4]
- António Soares Lobato (Darias), stellvertretender Kommandant der Kompanie ”B” der 3ª[4]
- Filomeno da Silva (Mer Sabala), Kommandant der Kompanie[4]
- Januário Xavier (Lekas), Kommandant der Kompanie[4]
- Raimundo Nunes, Kommandant der Kompanie[4]
- Paulino Guterres, Kommandant der Kompanie[4]
- Angelino Piedade Fátima, (Mau Kiak Lemo), Kommandant der Kompanie[4]
- Augusto de Jesus, Kommandant der Kompanie[4]
- Francisco da Costa (Mau laho), Kommandant der Kompanie[4]
- Manuel da Costa Franco (Lalerek), Kommandant der Kompanie[4]
- Vidal Gonzaga (Merak), Kommandant der Kompanie[4]
- Zaulino Torezão, Kommandant der Kompanie[4]
- António da Costa (Bere Lafaek), Kommandant der Kompanie[4]
- Plácido Amadeu Ximenes (Malipo), stellvertretender Kommandant der Kompanie ”B” der 3ª[4]
- José Henriques, Kommandant der Kompanie[4]
- Julião Soares de Jesus (Mau Kiak), Kommandant der Kompanie[4]
- Vicente da C. Belo Assis (Tatoras), Kommandant der Kompanie[4]
- Jorge Lobato, Kommandant der Kompanie[4]
- Mau Tape, Kommandant der Kompanie[4]
- Afonso Araújo, Kommandant der Kompanie[4]
- Venceslau M. Carvalho, stellvertretender Kommandant der Kompanie[4]
- António Doutel Sarmento, Kommandant der Kompanie[4]
- João Fernandes (Fernandes), stellvertretender Detachementkommandant[4]
- Salvador Monteiro Rosário (Sala), stellvertretender Detachementkommandant[4]
- João dos Santos (Mau Siki), stellvertretender Kommandant der Kompanie[4]
- Sabino Fernandes (Mamai Tepo), stellvertretender Kommandant der Kompanie[4]
- Boaventura Boavida (Sakiak), Kommandant der Kompanie[4]
- Domingos Leão Gaio Jerson (Blaeck), Kommandant der Kompanie[4]
- Felisberto António Ribeiro (Ramahana), Detachementkommandant[4]
- João da Costa Pereira (Resi Zitu), Kommandant der Kompanie[4]
- Domingos Henriques (Kalo Eda), Detachementkommandant[4]
- Agostinho Miranda (Fera Lafaek), stellvertretender Kommandant der dritten Einheit[4]
- Mau Karo (Tiga Nol Lima), Zugführer[4]
- Bernardino Xavier (Bere Moruk), Assistent[4]